# Secundino Zuazo
Pour les articles homonymes, voir Zuazo.
Secundino Zuazo, né le 21 mai 1887 à Bilbao (Espagne) et mort le 11 juillet 1971 à Madrid (État espagnol), est un architecte et urbaniste espagnol.

## Biographie
Secundino Zuazo naît à Bilbao en 1887. Il est diplômé de l'école d'architecture de Madrid en 1913, ville où il vit jusqu'à sa mort survenue en 1971.
Il est connu pour des œuvres telles que la Casa de las Flores (es) et le complexe gouvernemental Nuevos Ministerios.

Secundino Zuazo
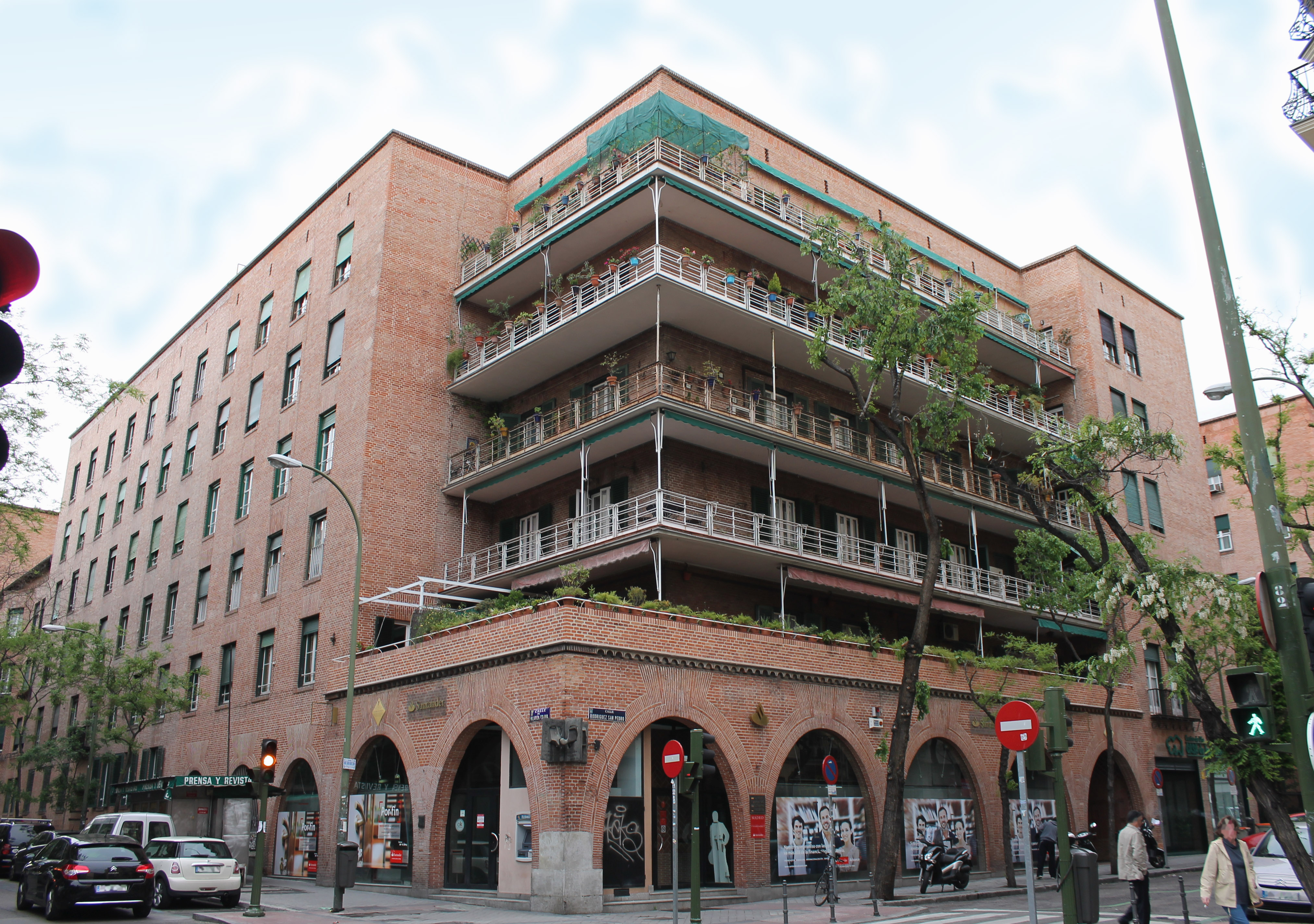
Casa de las Flores à Madrid (1931)
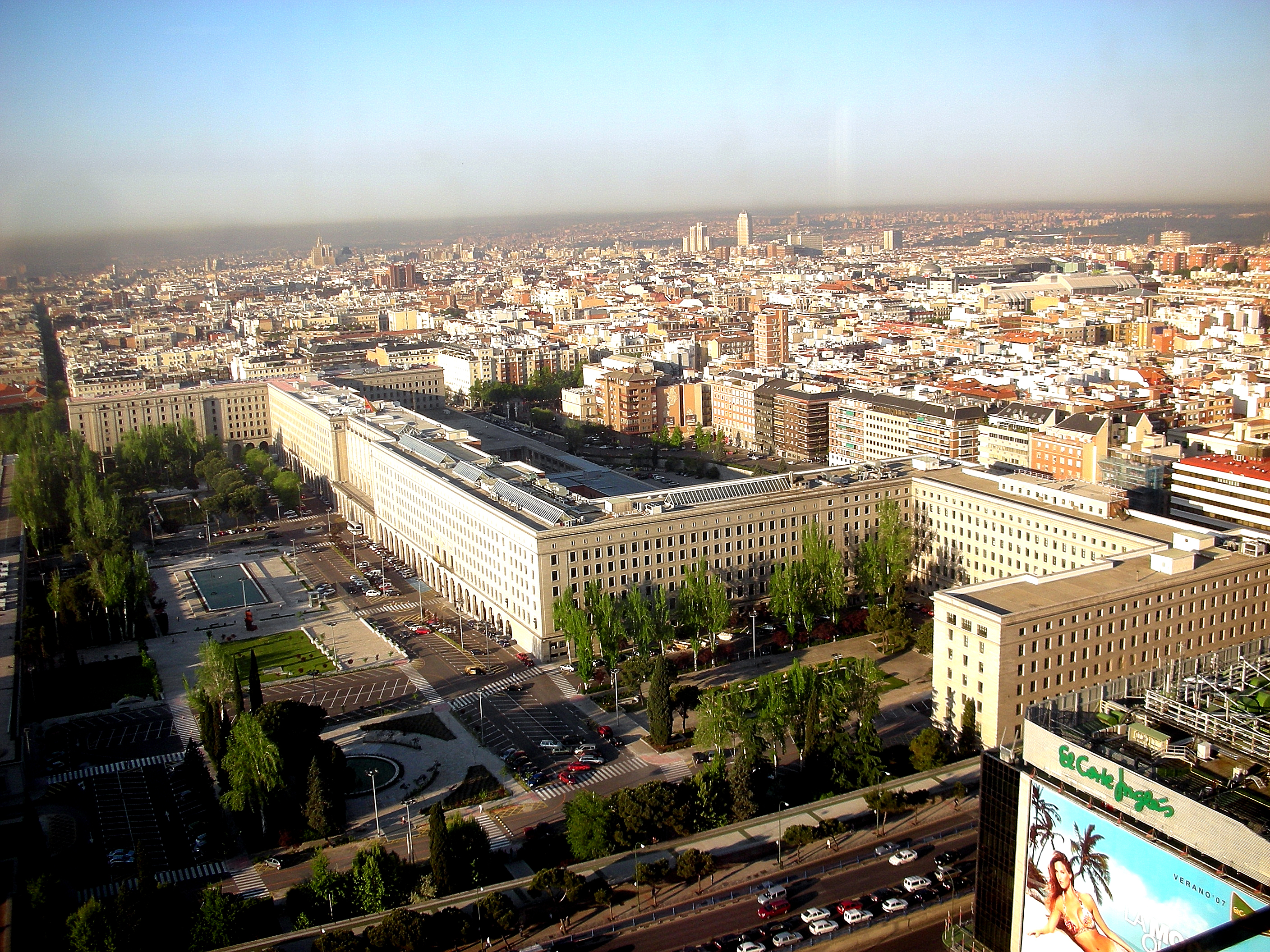
Nuevos Ministerios à Madrid (1942)